# Tornedalsfinner
Tornedalsfinner eller tornedalinger er en etnisk minoritetsgruppe i Sverige, som primært er bosat i Tornedalen.
Inden grænsen mellem Sverige og Finland blev draget i 1809 gennem Torne älv og Muonioälven, var Tornedalen et flersproget og flerkulturelt område, hvor finsk og samisk var de dominerende sprog. Finsk og relativt ensartet kultur dominerede den nedre del af Torne älvdal.
Tornedalingerne blev i 1999 en af Sveriges officielt anerkendte nationale minoriteter, og deres sprog er tornedalsfinsk eller meänkieli. Alt efter hvilken opgørelsesmetode, der benyttes, er der 30.000 – 150.000 tornedalsfinner.

## Definitioner og alternative betegnelser
Der er forskellige definitioner af, hvad det vil sige at være tornedalsfinne. En geografisk definition omfatter befolkningen langs Torne elv. Mange i Torne elvs øvre løb kalder sig dog ikke for tornedalsfinner, mens der omvendt er mange i Kalix älvdal nord for Hoppet, som kalder sig for tornedalsfinner.
En anden definition er den finsktalende befolkning (og de personer som opfatter sig som etniske tornedalsfinner) på den svenske side af Torne, Muonio- og Könkämä älvene, det vil sige i Kiruna, Pajala, Övertorneå, Haparanda og Gällivare kommuner. Men adskillige i Malmfälten kalder sig ikke tornedalinger men oftere malmfältsboere. I Kiruna kommune findes et antal individer, der kalder sig for lantalaiset eller kväner på svensk. (Lantalainen skal have været samernes finsksprogede betegnelse for dem, som drev jordbrug og eventuelt havde rendrift som en bibeskæftigelse eller overlod rendriften af egne regner til professionelle renholdere.)
Selvbetegnelsen på meänkieli blandt mange indbyggere i nedre Tornedalen er tornionlaaksolainen ’tornedaling’. I den finske del af af Tornedalen forekommer også terminologien lappalainen for den del af befolkningen, som ikke er samer og som bor i finsk Lappland (i den finske del af Tornedalen); en anden betegnelse er peräpohjolaiset for befolkningen i området Norrbotten (finsk: Peräpohjola), som omfatter en stor del af den finske del af Tornedalen. Den finske betegnelse for svenske tornedalingar er länsipohjalaiset (västösterbottningar). Tornedalsfinner, som den svenske stat tidligere benævnte den finsktalende befolkning i Tornedalen, er en udgået betegnelse, ligesom norrbottensfinner.
Der findes altså relativt mange tornedalinger, som kalder sig tornedaling, svensk, same, kvän og/eller lantalainen; et fåtal kalder sig for finne eller sverigefinne, alt beror på de sociale omstændigheder, som definerer etniciteten.

## Historie
De ældste ikke-samiske bosætninger i Tornedalen kan dateres til perioden fra år 1000 til år 1100. Befolkningen har sine primære rødder i det vestlige og det østlige Finland, Savolax, Nordfinland og Sverige, men er også kulturelt assimilerede samer.
Adskillige tornedalinger har før dette været samer, som blev til jordbrugere, der dog fortsat ejede rener.

## Kendte tornedalinger
- Hasse Alatalo
- Linus Omark
- Johan Harju
- Gerda Antti
- Hilja Byström
- Elisabeth Dahlin
- Markus Fagervall
- Peter Hanneberg
- Olof Hederyd
- Pär Hulkoff
- Sami Jauhojärvi
- Lars Isovaara
- Charlotte Kalla
- Antti Keksi
- Walter Korpi
- Markus Krunegård
- Erik ”Kiruna-Lasse” Larsson
- Åsa Larsson
- Ragnar Lassinantti
- Tyra Helena Lindström
- Christina Lugnet
- Östen Mäkitalo
- Mikael Niemi
- Stefan Nilsson
- Bengt Pohjanen
- Börje Salming
- Johan Tornberg
- Birgitta de Vylder-Bellander
- Barbro Wickman-Parak
- Cecilia Wikström
- Thomas Östros